# Castilla, Sorsogon

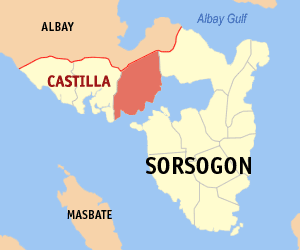
Bản đồ Sorsogon với vị trí của Castilla.

Castilla là một đô thị hạng 3 ở tỉnh Sorsogon, Philippines. Theo điều tra dân số năm 2015 của Philipin, đô thị này có dân số 57.827 người.

## Barangay
Castilla được chia thành 34 barangay.
| - Amomonting - Bagalayag - Bagong Sirang - Bonga - Buenavista - Burabod - Caburacan - Canjela - Cogon - Cumadcadcad - Dangcalan | - Dinapa - La Union - Libtong - Loreto - Macalaya - Maracabac - Mayon - Milagrosa - Miluya - Maypangi - Monte Carmelo - Oras | - Pandan - Poblacion - Quirapi - Saclayan - Salvacion - San Isidro - San Rafael - San Roque - San Vicente - Sogoy - Tomalaytay |